# William Somervile

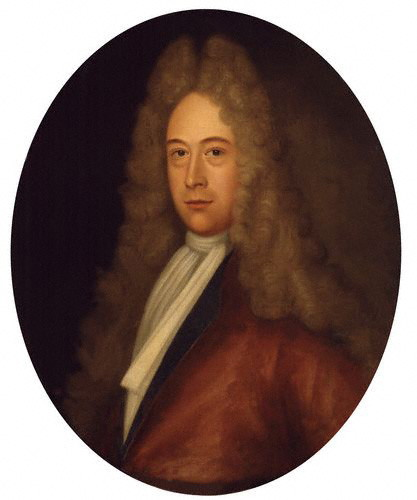
William Somervile.

William Somervile, född den 2 september 1675 i Warren, Warwickshire, död där den 19 juli 1742, var en engelsk skald.
Somervile studerade i Oxford, ärvde sin fars gods och levde ett stilla liv som godsägare och fredsdomare. Hans mest kända verk är dikten The Chase (1735), en beskrivande lärodikt, som utmärks av ingående kännedom av allt, som rör jakt och friluftsliv och som på sin tid blev mycket läst och beundrad. En ny utgåva med en kritisk essay av John Aikin utkom 1796 och det har utgivits flera gånger senare.